# Петрокаменське
Петрока́менське (рос. Петрокаменское) — село у складі Горноуральського міського округу Свердловської області.
Населення — 3401 особа (2010, 3749 у 2002).
Національний склад станом на 2002 рік: росіяни — 97 %.